# 孙贵宝
孙贵宝（1952年6月—），男，汉族，河北宁晋人，中华人民共和国政治人物，中国民主建国会中央委员会原常务委员、宁夏回族自治区主任委员。

## 生平
2008年，当选第十一届全国政协委员，代表中国民主建国会，分入第七组。